# Босна и Херцеговина на Светском првенству у атлетици у дворани 1999.
Босна и Херцеговина је учествовала на Светском првенству у атлетици у дворани 1999. одржаном у Зеленој куполи у Маебашију од 5. до 7. марта. Репрезентацију Босне и Херцеговине, на њеном трећем учешћу на светским првенствима у дворани, представљао је као и на претходном један атлетичар, која се такмичио у скоку увис.
Представник Босне и Херцеговине није освојио ниједну медаљу, нити је оборио неки рекорд. Његов пласман на 9 место у финалу је најбољи пласман босанскохерцеговачких атлетичара на светским првенствима у дворани до тада.

## Учесници
Мушкарци:
- Елвир Крехмић — Скок увис, члан АК Зеница из Зенице

## Резултати

### Мушкарци
| Атлетичар     | Дисциплина | Лични рекорд | Квалификација | Квалификација | Финале   | Финале       | Детаљи                                   |
| Атлетичар     | Дисциплина | Лични рекорд | Резултат      | Место         | Резултат | Место        | Детаљи                                   |
| ------------- | ---------- | ------------ | ------------- | ------------- | -------- | ------------ | ---------------------------------------- |
| Елвир Крехмић | скок увис  | 2,29 НР      |               |               | 2,25     | 9. / 9. (11) | Архивирано на веб-сајту (19. април 2019) |